# مینکوادیل (دلاویر)
مینکوادیل (به انگلیسی: Minquadale) یک منطقهٔ مسکونی در ایالات متحده آمریکا است که در شهرستان نیوکاسل، دلاویر واقع شده‌است.